# Elektronisches Bremssystem
Das Elektronische Bremssystem (EBS) ist eine Weiterentwicklung zur Anlage der Druckluftbremse. Durch die elektronischen Komponenten wird eine kürzere Ansprechzeit der Bremsen erreicht.
Bei LKW ab 7,5 t zulässigem Gesamtgewicht und Kraftomnibussen kommt seit einigen Jahren bevorzugt EBS zum Einsatz. Es handelt sich meist um dreikanalige oder vierkanalige Systeme, bei denen der Bremsdruck der einzelnen Achsen unabhängig voneinander geregelt werden kann. Die gesetzliche Zulassung erfolgt auf Basis der Richtlinie ECE-R13. Die Grundfunktion besteht aus der elektronischen Betriebsbremse, wobei der Bremszylinderdruck der Scheiben- oder Trommelbremse, abhängig von mehreren Faktoren, für jeden Kanal individuell geregelt wird. Darüber hinaus sind ABS bzw. ESC und ASR sowie weitere Funktionen mit integriert. Auch der Kupplungskopfdruck für den Anhänger wird elektronisch geregelt, wobei parallel dazu eine Elektronikschnittstelle installiert ist, damit auch moderne Anhänger, welche ihrerseits ein EBS haben, optimal gesteuert werden können.
Die Systeme besitzen eine pneumatische Rückfallebene, welche im Falle einer elektrischen Störung aktiv wird und dann eine herkömmliche, pneumatisch gesteuerte Abbremsung ermöglicht. Dieses Rückfallsystem ist zweikreisig und bedient auch einen eventuell vorhandenen Anhänger, so dass auch im Störungsfall alle Räder gebremst werden können.
Das EBS ist eingebettet in einen Elektronikverbund, welcher über ein Datennetz (zumeist CAN) einen Informationsaustausch zwischen allen Fahrzeugsystemen wie Motor, Getriebe und Retarder ermöglicht.

## Funktion
Der Ablauf einer Bremsung erfolgt über das sogenannte Fußbremsmodul, welches über das Bremspedal vom Fahrer angesteuert wird. Das dabei generierte elektrische Signal wird an das Steuergerät weitergeleitet. Dieses errechnet aus den im Datennetz verfügbaren Informationen den für jede Achse optimalen Bremsdruck. Diese Information wird an das Proportionalventil der Vorderachse, sowie an den Hinterachsmodulator weitergeleitet, die dann die gewünschten Bremszylinderdrücke einsteuern. Auch das Anhängersteuermodul erhält eine Information aus dem Steuergerät und moduliert einen entsprechenden Druck am Anhänger-Kupplungskopf. Parallel dazu wird an der Anhänger-Steckdose ISO 7638 ein adäquates CAN-Signal ausgegeben, welches von einem eventuell vorhandenen Anhänger-EBS ausgewertet werden kann.

## Vorteile
EBS ermöglicht ein verbessertes Ansprechverhalten der Bremsen und damit eine Bremswegverkürzung. Die Integration der Dauerbremsen (Motorbremse, Retarder) in den Betriebbremsvorgang hält die Beläge kühl und verbessert dadurch das Fading- und Standzeitverhalten. Die integrierte Koppelkraftregelung ermöglicht eine Bremskraftharmonisierung zwischen Zugfahrzeug und Anhänger. Die Belagverschleißregelung harmonisiert den Belagverschleiß zwischen Vorder- und Hinterachse(n). Eine Hill-Holder-Funktion, ESP und ein abstandsgeregelter Tempomat sind optional verfügbar. Die elektronische Einbindung aller Einzelkomponenten ermöglicht eine rasche und zielgerichtete Diagnose.
EBS hat sich am Markt durchgesetzt und wird von allen namhaften Nutzfahrzeugherstellern serienmäßig angeboten.